# Comuna Prîlipka, Kozelșciîna
Prîlipka (în ucraineană Приліпка) este o comună în raionul Kozelșciîna, regiunea Poltava, Ucraina, formată din satele Hlîboka Dolîna și Prîlipka (reședința).

## Demografie
Componența lingvistică a comunei Prîlipka
     Ucraineană (95,79%)
     Rusă (2,81%)
     Alte limbi (1,4%)
Conform recensământului din 2001, majoritatea populației comunei Prîlipka era vorbitoare de ucraineană (95,79%), existând în minoritate și vorbitori de rusă (2,81%).